# Tour of Britain
Tour of Britain er et etapeløb i landevejscykling som arrangeres i Storbritannien i september. Den nuværende variant af løbet har været arrangeret siden 2004, men historien går tilbage til 1945.
I 2020 blev det en del af UCI ProSeries som et 2.Pro-løb.

## Vindere siden 2004
| År   | Vinder               | Toer                       | Treer              |
| ---- | -------------------- | -------------------------- | ------------------ |
| 2004 | Mauricio Ardila      | Julian Dean                | Nick Nuyens        |
| 2005 | Nick Nuyens          | Michael Blaudzun           | Javier Cherro      |
| 2006 | Martin Pedersen      | Luis Pasamontes            | Filippo Pozzato    |
| 2007 | Romain Feillu        | Adrián Palomares           | Luke Roberts       |
| 2008 | Geoffroy Lequatre    | Steve Cummings             | Ian Stannard       |
| 2009 | Edvald Boasson Hagen | Christopher Sutton         | Martin Reimer      |
| 2010 | Michael Albasini     | Borut Božič                | Greg Henderson     |
| 2011 | Lars Boom            | Steve Cummings             | Jan Bárta          |
| 2012 | Nathan Haas          | Damiano Caruso             | Leigh Howard       |
| 2013 | Bradley Wiggins      | Martin Elmiger             | Simon Yates        |
| 2014 | Dylan van Baarle     | Michał Kwiatkowski         | Bradley Wiggins    |
| 2015 | Edvald Boasson Hagen | Wout Poels                 | Owain Doull        |
| 2016 | Steve Cummings       | Rohan Dennis               | Tom Dumoulin       |
| 2017 | Lars Boom            | Edvald Boasson Hagen       | Stefan Küng        |
| 2018 | Julian Alaphilippe   | Wout Poels                 | Primož Roglič      |
| 2019 | Mathieu van der Poel | Matteo Trentin             | Jasper De Buyst    |
| 2021 | Wout van Aert        | Ethan Hayter               | Julian Alaphilippe |
| 2022 | Gonzalo Serrano      | Tom Pidcock                | Omar Fraile        |
| 2023 | Wout van Aert        | Tobias Halland Johannessen | Damien Howson      |
| 2024 | Stephen Williams     | Oscar Onley                | Tom Donnenwirth    |